# Terencio Alciati
Terencio Alciati (Roma, noviembre de 1570, Roma, 12 de noviembre de 1651) fue un jesuita, historiador y teólogo italiano.

El jesuita Terencio Alciati, prefecto de los estudios en el Colegio Romano, principió a reunir datos para un refutación titulada: Historiae Concilii Tridentini,...; pero murió en 1651, antes de haber coordinado y elaborado los documentos recogidos. Goswin Nickel, general de los Jesuitas, eligió para terminar aquella obra, al Padre Sforza Pallavicino, que había mostrado ya cierto ingenio literario, y que en 1656 publicó la Istoria del Concilio di Trento, en tres grandes tomos en 4º. ( Historia Universal, de Cesare Cantù, 1856).

## Biografía
De familia noble milanesa trasladada a Roma, estudió cinco años de leyes antes de entrar en la Compañía de Jesús. Fue notable profesor del Collegio Romano, primero de filosofía (1602-1605) y, después, de teología (1609-1623), así como prefecto de estudios (1623- 1627), adquiriendo gran reputación por su erudición y su método de enseñanza. En 1629, tradujo del latín, con el seudónimo de Erminio Tacito, la vida de Pedro Fabro, escrita por Niccolò Orlandini.
Recibido (1625) de Urbano VIII el encargo de responder a la obra de Paolo Sarpi sobre el Concilio de Trento, acumuló por casi treinta años un inmenso material de fuentes españolas y alemanas, así como de los papeles de los legados apostólicos. Intuyó que la refutación necesitaba más de una sólida documentación histórica y científica que de polémicas. Empezó su libro en el latín humanístico del tiempo, pero sólo pudo acabar una pequeña parte por sobrevenirle antes la muerte. Sus esfuerzos los aprovechó más tarde el cardenal Sforza Pallavicino.
Alciato fue consultor de la Sagrada Congregación del Índice y juez del Santo Oficio. Se le oyó decir al Papa repetidas veces que algún día lo crearía cardenal. En sus últimos años, vicesuperior de la Casa Profesa de Roma, un cargo que entonces incluía el de viceprovincial de la provincia romana. Mientras presidía la inauguración del curso académico en el Collegio Romano, sufrió un ataque de apoplejía, del que murió a los pocos días.

## Obras
- Acta Concilii Tridentinii, adversus hostes veritatis
- Oración de la Pasión de Nuestro Señor
- Vida del P. Pedro Fabro,...., escrita en latín por Nicolás Orlandino, Roma, por los herederos de Bartolomé Zannetti, 1629 en 8º